# Championnat de France masculin de handball de deuxième division 2021-2022
 (septembre 2021).
Si vous disposez d'ouvrages ou d'articles de référence ou si vous connaissez des sites web de qualité traitant du thème abordé ici, merci de compléter l'article en donnant les références utiles à sa vérifiabilité et en les liant à la section « Notes et références ».
Navigation
Proligue 2020-2021 Proligue 2022-2023
La Proligue 2021-2022 est la soixante-dixième édition du Championnat de France masculin de handball de deuxième division et la cinquième sous le nom de Proligue.
Le Sélestat Alsace Handball, cinquième de la phase régulière, remporte la phase finale et est ainsi déclaré champion de France. Le club alsacien est ainsi promu en Starligue en compagnie de l'US Ivry, premier de la phase régulière.
L'Angers SCO, dernier, est relégué en Nationale 1 en compagnie du Cavigal Nice Handball, qualifié pour la phase finale mais non autorisé à jouer en Proligue à la vue de sa situation financière. Le Valence Handball est alors repêché.

## Formule
La Proligue est disputée par 16 clubs en deux phases : une phase régulière et une phase finale.
À l'issue de la phase régulière, le premier est promu en Starligue. La phase finale détermine ensuite le Champion de Proligue et le second promu :
- des barrages sont disputés en aller et retour entre les clubs classés de la 3e à la 6e place (le 3e contre le 6e et le 4e contre le 5e, le mieux classé recevant au match retour). Les deux vainqueurs de ces rencontres participent à un grand Final Four où ils retrouvent les deux premiers de la phase régulière. En cas d'égalité, l'équipe qui a marqué le plus grand nombre de buts à l'extérieur se qualifie pour les phases finales. En cas d'égalité parfaite, il y a une prolongation de 2 × 5 minutes puis une éventuelle séance de jets de 7 mètres en cas de nouvelle égalité à l'issue de cette prolongation.
- une finale à quatre est ensuite organisée sur deux jours consécutifs entre les vainqueurs des matchs de barrage et les clubs ayant terminé aux deux premières places de la phase régulière. Le club classé premier à l'issue de la phase régulière affronte le vainqueur des barrages le moins bien classé à l'issue de la phase régulière. Le vainqueur de cette phase finale est déclaré champion de Proligue et accède également en Lidl Starligue. Dans le cas où le club qui termine premier à l'issue de la phase régulière gagne la phase finale, c'est le finaliste qui l'accompagne en Lidl Starligue. En cas d'égalité, il y a une prolongation de 2 × 5 minutes puis une éventuelle séance de jets de 7 mètres en cas de nouvelle égalité à l'issue de cette prolongation.

En bas du classement, les deux derniers sont relégués en Nationale 1.

## Les clubs participants
| \| Cherbourg Ivry Tremblay Caen Villeurbanne Strasbourg Besançon Sélestat Dijon Billère Valence Nice Pontault-C. Massy Sarrebourg Angers \| Localisation des clubs engagés dans le championnat. |
| Cherbourg Ivry Tremblay Caen Villeurbanne Strasbourg Besançon Sélestat Dijon Billère Valence Nice Pontault-C. Massy Sarrebourg Angers                                                           |

| Club                              | Classement 2020-2021 | Entraîneur                          | Salle                                  | Capacité théorique |
| --------------------------------- | -------------------- | ----------------------------------- | -------------------------------------- | ------------------ |
| Union sportive d'Ivry Handball    | 15e de D1            | Sébastien Quintallet                | Gymnase Auguste-Delaune                | 1500               |
| Tremblay Handball                 | 16e de D1            | Joël da Silva Dragan Zovko          | Palais des sports de Tremblay          | 1200               |
| Pontault-Combault Handball        | 2e                   | Cherif Hamani                       | Espace Roger Boisramé                  | 1300               |
| Jeunesse sportive de Cherbourg    | 4e                   | Frédéric Bougeant                   | Complexe sportif de Chantereyne        | 2600               |
| Massy Essonne Handball            | 5e                   | Thomas Lefebvre                     | Centre Pierre-de-Coubertin             | 800                |
| Dijon Métropole Handball          | 6e                   | Ulrich Chaduteaud                   | Palais des sports Jean-Michel-Geoffroy | 3200               |
| Cavigal Nice Handball             | 7e                   | Edu Roura                           | Salle Pasteur                          | 800                |
| Strasbourg Eurométropole Handball | 8e                   | Denis Lathoud                       | Gymnase des Malteries                  | 1200               |
| Sélestat Alsace Handball          | 9e                   | Christophe Viennet                  | CSI Sélestat                           | 2300               |
| Valence Handball                  | 10e                  | Éric Forets                         | Palais des sports Pierre-Mendès-France | 2000               |
| Billère Handball                  | 11e                  | Daniel Deherme                      | Sporting d'Este                        | 1500               |
| Grand Besançon Doubs Handball     | 12e                  | Benoît Guillaume                    | Palais des sports Ghani-Yalouz         | 3280               |
| Sarrebourg Moselle-Sud Handball   | 13e                  | Christophe Bondant                  | Centre sportif Pierre-de-Coubertin     | 1000               |
| Angers SCO Handball               | 14e                  | Guillaume Dupin Issam Tej (interim) | Salle Jean-Bouin                       | 3000               |
| Caen Handball                     | 1er VAP de N1        | Roch Bedos                          | Palais des sports de Caen              | 2950               |
| Villeurbanne Handball Association | 2e VAP de N1         | Semir Zuzo                          | Salle des Gratte-Ciel                  | 1500               |

### Équipementiers
| Équipementier | Équipe                     | Période           | Réf    |
| ------------- | -------------------------- | ----------------- | ------ |
| Adidas        | Grand Besançon Doubs HB    | depuis 2016       | [ 2 ]  |
| Craft         | Massy Essonne Handball     | depuis 2019       | [ 3 ]  |
| Craft         | Strasbourg                 | depuis 2019       | [ 4 ]  |
| Hummel        | Billère Handball           | depuis 2020       | [ 5 ]  |
| Hummel        | Cavigal Nice Handball      | depuis 2021       | [ 6 ]  |
| Hummel        | JS Cherbourg               | depuis ~20ans     | [ 7 ]  |
| Hummel        | Pontault-Combault Handball | 2020 – 2023       | ,      |
| Hummel        | Tremblay Handball          | 2013 – 2025       | ,      |
| Hummel        | Villeurbanne HA            | depuis 2021       | [ 12 ] |
| Joma          | Union sportive d'Ivry HB   | 2018 – 2025       | ,      |
| Kappa         | Angers SCO Handball        |                   |        |
| Kempa         | Sarrebourg Moselle-Sud HB  | 2019/09 – 2022/09 | [ 15 ] |
| Puma          | Caen Handball              | depuis 2019       | [ 16 ] |
| Select        | Dijon Métropole Handball   | 2019 – 2022/09    | [ 17 ] |
| Select        | Sélestat Alsace Handball   | 2018 – 2023       | [ 18 ] |
| Select        | Valence Handball           | 2020 – 2022/07    | ,      |

## Saison régulière

### Modalités
Le classement est défini ainsi :
1. le plus grand nombre de points (2 points pour une victoire, 1 point pour un nul, aucun point pour une défaite, le total pouvant être minoré de points de pénalité),
2. le plus grand nombre de points obtenu dans les confrontations entre les équipes à égalités,
3. la plus grande différence de buts dans les confrontations entre les équipes à égalités,
4. le plus grand nombre de buts marqués à l'extérieur dans les confrontations entre les équipes à égalités,
5. la plus grande différence de buts dans tous les matchs de la compétition,
6. le plus grand nombre de buts marqués dans tous les matchs de la compétition,
7. le plus grand nombre de buts marqués à l'extérieur dans tous les matchs de la compétition.

### Classement
|    | Équipe                    | Pts | J  | G  | N | P  | Bp  | Bc  | Diff | Dép   |
| -- | ------------------------- | --- | -- | -- | - | -- | --- | --- | ---- | ----- |
| 1  | US Ivry R                 | 52  | 30 | 26 | 0 | 4  | 982 | 825 | 157  | /     |
| 2  | JS Cherbourg              | 43  | 30 | 20 | 3 | 7  | 912 | 860 | 52   | /     |
| 3  | Pontault-Combault HB      | 42  | 30 | 19 | 4 | 7  | 851 | 785 | 66   | /     |
| 4  | Cavigal Nice Handball     | 37  | 30 | 15 | 7 | 8  | 857 | 815 | 42   | 6 pts |
| 5  | Sélestat Alsace Handball  | 37  | 30 | 17 | 3 | 10 | 902 | 838 | 64   | 5 pts |
| 6  | Dijon Métropole Handball  | 37  | 30 | 17 | 3 | 10 | 854 | 823 | 31   | 1 pt  |
| 7  | Tremblay Handball R       | 35  | 30 | 14 | 7 | 9  | 837 | 817 | 20   | /     |
| 8  | Massy Essonne Handball    | 33  | 30 | 15 | 3 | 12 | 861 | 853 | 8    | 4 pts |
| 9  | Billère Handball          | 33  | 30 | 14 | 5 | 11 | 858 | 844 | 14   | 0 pt  |
| 10 | Caen Handball P           | 25  | 30 | 11 | 3 | 16 | 863 | 892 | -29  | /     |
| 11 | Sarrebourg Moselle-Sud HB | 22  | 30 | 10 | 2 | 18 | 825 | 862 | -37  | /     |
| 12 | Grand Besançon            | 19  | 30 | 6  | 7 | 17 | 863 | 917 | -54  | /     |
| 13 | Strasbourg Eurométropole  | 18  | 30 | 8  | 2 | 20 | 804 | 844 | -40  | 3 pts |
| 14 | Villeurbanne HA P         | 18  | 30 | 7  | 4 | 19 | 829 | 914 | -85  | 1 pt  |
| 15 | Valence Handball          | 16  | 30 | 6  | 4 | 20 | 836 | 894 | -58  | /     |
| 16 | Angers SCO                | 13  | 30 | 5  | 3 | 22 | 790 | 950 | -160 | /     |

Légende
- Promu en Starligue 2022-2023
0000et qualifié pour les demi-finales.
- Qualifié pour les demi-finales.
- Qualifié pour les barrages.
- Qualifié pour les barrages
0000mais finalement rétrogradé.
- Relégué en Nationale 1 2022-2023
0000mais finalement repêché.
- Relégué en Nationale 1 2022-2023.
- P : Promu de Nationale 1 en 2021.
- R : Relégué de Starligue en 2021.

Classement officiel

### Matchs
| Résultats (dom.\ext.)                                      | Angers | Besa  | Bill  | Caen  | Cher  | Dijon | Ivry  | Massy | Nice  | Pont-C | Sarr  | Séles | Stras | Trem  | Vale  | Vill  |
| Angers                                                     |        | 27-27 | 27-26 | 22-22 | 33-30 | 25-35 | 23-32 | 27-29 | 23-38 | 27-33  | 29-33 | 23-35 | 26-27 | 29-29 | 35-32 | 26-25 |
| Besançon                                                   | 26-29  |       | 23-24 | 24-28 | 28-32 | 27-28 | 28-35 | 26-22 | 28-28 | 29-29  | 33-31 | 31-34 | 30-35 | 30-30 | 27-26 | 31-28 |
| Billère                                                    | 31-29  | 33-24 |       | 31-27 | 27-27 | 32-30 | 23-25 | 30-33 | 28-25 | 25-26  | 32-25 | 27-26 | 33-30 | 31-28 | 21-21 | 30-28 |
| Caen                                                       | 33-25  | 29-32 | 34-28 |       | 24-29 | 29-27 | 24-38 | 30-31 | 33-25 | 29-36  | 29-25 | 30-36 | 32-30 | 25-32 | 28-26 | 32-18 |
| Cherbourg                                                  | 35-34  | 35-31 | 32-31 | 31-29 |       | 33-28 | 27-32 | 32-27 | 30-30 | 32-26  | 29-26 | 33-27 | 26-16 | 31-30 | 30-31 | 34-29 |
| Dijon                                                      | 30-19  | 26-24 | 24-22 | 32-28 | 33-30 |       | 29-38 | 29-29 | 29-33 | 25-24  | 30-25 | 30-30 | 22-20 | 27-27 | 34-26 | 28-20 |
| Ivry                                                       | 34-25  | 41-33 | 32-31 | 35-25 | 37-27 | 30-27 |       | 28-32 | 31-28 | 30-28  | 29-24 | 30-29 | 28-21 | 30-21 | 34-33 | 40-31 |
| Massy                                                      | 33-26  | 34-31 | 39-30 | 29-40 | 26-30 | 23-28 | 33-30 |       | 27-27 | 23-24  | 25-25 | 29-31 | 30-29 | 28-27 | 26-19 | 30-31 |
| Nice                                                       | 40-26  | 27-27 | 30-30 | 28-28 | 29-26 | 35-29 | 23-30 | 30-27 |       | 20-25  | 24-27 | 32-29 | 23-18 | 28-27 | 32-26 | 34-26 |
| Pontault-Combault                                          | 37-26  | 27-26 | 24-24 | 26-27 | 23-24 | 28-26 | 32-30 | 34-31 | 26-26 |        | 26-21 | 35-33 | 23-21 | 24-24 | 29-24 | 28-30 |
| Sarrebourg                                                 | 26-22  | 34-30 | 34-30 | 28-25 | 32-34 | 21-24 | 31-41 | 20-28 | 30-33 | 27-30  |       | 26-22 | 31-22 | 25-27 | 29-26 | 26-28 |
| Sélestat                                                   | 43-23  | 36-31 | 32-35 | 38-27 | 23-23 | 33-24 | 25-29 | 27-28 | 29-22 | 21-31  | 28-27 |       | 27-26 | 29-26 | 31-26 | 26-25 |
| Strasbourg                                                 | 32-31  | 30-33 | 28-29 | 29-28 | 32-39 | 32-33 | 24-25 | 31-24 | 23-24 | 29-33  | 25-25 | 27-28 |       | 21-22 | 34-29 | 30-30 |
| Tremblay                                                   | 33-25  | 39-34 | 24-23 | 25-25 | 33-32 | 22-23 | 35-33 | 24-29 | 25-24 | 27-26  | 33-28 | 28-30 | 31-26 |       | 29-29 | 29-25 |
| Valence                                                    | 38-25  | 30-30 | 26-30 | 43-35 | 30-31 | 30-29 | 27-34 | 26-28 | 22-25 | 25-26  | 29-33 | 29-29 | 22-27 | 22-24 |       | 27-26 |
| Villeurbanne                                               | 26-23  | 29-29 | 31-31 | 33-28 | 23-28 | 28-35 | 24-40 | 33-29 | 31-34 | 24-30  | 37-31 | 25-35 | 27-29 | 25-25 | 33-36 |       |
| - Victoire à domicile - Match nul - Victoire à l'extérieur |        |       |       |       |       |       |       |       |       |        |       |       |       |       |       |       |

### Joueurs du mois
| Mois      | Joueur du mois                                  | Autres nommés                                          | Autres nommés                                     |
| --------- | ----------------------------------------------- | ------------------------------------------------------ | ------------------------------------------------- |
| Septembre | Arthur Muller (47,8%, Massy Essonne Handball)   | Axel Oppedisano (37,6%, Cavigal Nice Handball)         | Toke Schröder (14,6%, Sélestat Alsace Handball)   |
| Octobre   | Yannis Mancelle (41,6%, Caen Handball)          | Thibaud Arteaga (36,8%, Grand Besançon Doubs Handball) | Allan Villeminot (21,6%, Tremblay Handball)       |
| Novembre  | Cyril Dumoulin (Tremblay Handball)              | Wassim Helal (Dijon Métropole Handball)                | Gauthier Ivah (JS Cherbourg)                      |
| Décembre  |                                                 |                                                        |                                                   |
| Janvier   | Non décerné (trêve internationale)              | Non décerné (trêve internationale)                     | Non décerné (trêve internationale)                |
| Février   | Jean-Pierre Dupoux (Pontault-Combault Handball) | Toke Schröder (Sélestat Alsace Handball)               | Clément Damiani (Sarrebourg Moselle-Sud Handball) |
| Mars      | Axel Cochery (US Ivry)                          | Sylvain Kieffer (Valence Handball)                     | Jean-Pierre Dupoux (Pontault-Combault Handball)   |
| Avril     | Corentin Boé (Massy Essonne Handball)           | Sylvain Kieffer (Valence Handball)                     | Elio Zammit (Villeurbanne Handball Association)   |

## Phase finale

### Tableau
|  | Barrages | Barrages                   | Barrages    | Barrages                   |                   |                          | Demi-finales | Demi-finales | Demi-finales | Demi-finales |  |  | Finale      | Finale      | Finale      | Finale      |
|  |          |                            |             |                            |                   |                          |              |              |              |              |  |  |             |             |             |             |
|  |          |                            |             |                            |                   |                          | 4 juin 2022  | 4 juin 2022  | 4 juin 2022  | 4 juin 2022  |  |  | 5 juin 2022 | 5 juin 2022 | 5 juin 2022 | 5 juin 2022 |
|  |          |                            |             |                            |                   |                          | 4 juin 2022  | 4 juin 2022  | 4 juin 2022  | 4 juin 2022  |  |  | 5 juin 2022 | 5 juin 2022 | 5 juin 2022 | 5 juin 2022 |
|  |          |                            |             |                            |                   |                          | 4 juin 2022  | 4 juin 2022  | 4 juin 2022  | 4 juin 2022  |  |  | 5 juin 2022 | 5 juin 2022 | 5 juin 2022 | 5 juin 2022 |
|  |          |                            |             |                            |                   |                          | 4 juin 2022  | 4 juin 2022  | 4 juin 2022  | 4 juin 2022  |  |  | 5 juin 2022 | 5 juin 2022 | 5 juin 2022 | 5 juin 2022 |
|  |          |                            |             |                            |                   |                          | 4 juin 2022  | 4 juin 2022  | 4 juin 2022  | 4 juin 2022  |  |  | 5 juin 2022 | 5 juin 2022 | 5 juin 2022 | 5 juin 2022 |
|  | 1er      | US Ivry                    | 28          | 28                         |                   |                          |              |              |              |              |  |  | 5 juin 2022 | 5 juin 2022 | 5 juin 2022 | 5 juin 2022 |
|  | 1er      | US Ivry                    | 28          | 28                         | 25 et 28 mai 2022 |                          |              |              |              |              |  |  | 5 juin 2022 | 5 juin 2022 | 5 juin 2022 | 5 juin 2022 |
|  |          |                            | 5e          | Sélestat Alsace Handball   | 33                | 33                       |              |              |              |              |  |  | 5 juin 2022 | 5 juin 2022 | 5 juin 2022 | 5 juin 2022 |
|  | 5e       | Sélestat Alsace Handball   | 5e          | Sélestat Alsace Handball   | 33                | 33                       | 25           | 32           |              |              |  |  | 5 juin 2022 | 5 juin 2022 | 5 juin 2022 | 5 juin 2022 |
|  | 5e       | Sélestat Alsace Handball   | 4 juin 2022 |                            |                   |                          | 25           | 32           |              |              |  |  | 5 juin 2022 | 5 juin 2022 | 5 juin 2022 | 5 juin 2022 |
|  | 4e       | Cavigal Nice Handball      | 25          | 28                         |                   |                          |              |              |              |              |  |  | 5 juin 2022 | 5 juin 2022 | 5 juin 2022 | 5 juin 2022 |
|  | 4e       | Cavigal Nice Handball      | 25          | 28                         | 5e                | Sélestat Alsace Handball | 36           | 36           |              |              |  |  |             |             |             |             |
|  |          |                            |             |                            | 5e                | Sélestat Alsace Handball | 36           | 36           |              |              |  |  |             |             |             |             |
|  |          |                            | 2e          | JS Cherbourg               | 30                | 30                       |              |              |              |              |  |  |             |             |             |             |
|  |          |                            |             |                            | 30                | 30                       |              |              |              |              |  |  |             |             |             |             |
|  |          |                            |             |                            |                   |                          |              |              |              |              |  |  |             |             |             |             |
|  |          |                            |             |                            |                   |                          |              |              |              |              |  |  |             |             |             |             |
|  | 2e       | JS Cherbourg               | 34          | 34                         |                   |                          |              |              |              |              |  |  |             |             |             |             |
|  | 2e       | JS Cherbourg               | 34          | 34                         | 25 et 28 mai 2022 |                          |              |              |              |              |  |  |             |             |             |             |
|  |          |                            | 3e          | Pontault-Combault Handball | 28                | 28                       |              |              |              |              |  |  |             |             |             |             |
|  | 6e       | Dijon Métropole Handball   | 3e          | Pontault-Combault Handball | 28                | 28                       | 27           | 31           |              |              |  |  |             |             |             |             |
|  | 6e       | Dijon Métropole Handball   |             |                            |                   |                          |              | 31           |              |              |  |  |             |             |             |             |
|  | 3e       | Pontault-Combault Handball | 35          | 28                         |                   |                          |              |              |              |              |  |  |             |             |             |             |
|  | 3e       | Pontault-Combault Handball | 35          | 28                         |                   |                          |              |              |              |              |  |  |             |             |             |             |
|  |          |                            |             |                            |                   |                          |              |              |              |              |  |  |             |             |             |             |

Remarques
- en demi-finale, le premier de la saison régulière affronte le vainqueur des barrages le moins bien classé à l'issue de la phase régulière.

## Meilleurs handballeurs de la saison
La liste des nommés pour les Trophées Proligue 2022 a été dévoilé le 23 mai 2022. Les résultats sont, :
| Catégorie                                   | Joueur                          | Catégorie              | Joueur                          |
| Meilleur gardien de but                     | Gauthier Ivah (Cherbourg)       | Meilleur défenseur     | Simon Ooms (Ivry)               |
| Meilleur gardien de but                     | Cyril Dumoulin (Tremblay)       | Meilleur défenseur     | Quinten Colman (Dijon)          |
| Meilleur gardien de but                     | Mate Šunjić (Ivry)              | Meilleur défenseur     | Uelington Ferreira (Pontault-C) |
| Meilleur ailier gauche                      | Jean-Pierre Dupoux (Pontault-C) | Meilleur ailier droit  | Sylvain Kieffer (Valence)       |
| Meilleur ailier gauche                      | Antonin Mohamed (Ivry)          | Meilleur ailier droit  | Lucien Auffret (Dijon)          |
| Meilleur ailier gauche                      | Maximilien Tike (Cherbourg)     | Meilleur ailier droit  | Yannis Mancelle (Caen)          |
| Meilleur arrière gauche                     | Axel Cochery (Ivry)             | Meilleur arrière droit | Clément Damiani (Strasbourg)    |
| Meilleur arrière gauche                     | Arthur Muller (Massy)           | Meilleur arrière droit | Antoine Léger (Cherbourg)       |
| Meilleur arrière gauche                     | Toke Schroder (Sélestat)        | Meilleur arrière droit | Hugo Pimenta (Sélestat)         |
| Meilleur demi-centre                        | Lucas Vanègue (Cherbourg)       | Meilleur pivot         | Axel Oppedisano (Nice)          |
| Meilleur demi-centre                        | Corentin Boe (Massy)            | Meilleur pivot         | Adrien Vergely (Valence)        |
| Meilleur demi-centre                        | Juan Castro (Nice)              | Meilleur pivot         | Jérémy Vergely (Billère)        |
| Meilleur espoir                             | Hugo Pimenta (Sélestat)         | Meilleur entraîneur    | Chérif Hamani (Pontault-C)      |
| Meilleur espoir                             | Enzo Druguet (Villeurbanne)     | Meilleur entraîneur    | Frédéric Bougeant (Cherbourg)   |
| Meilleur espoir                             | Téo Egermann (Sélestat)         | Meilleur entraîneur    | Daniel Deherme (Billère)        |
| Meilleur espoir                             | Simone Mengon (Billère)         | Meilleur entraîneur    | Edu Fernández (Nice)            |
| Meilleur espoir                             | Elio Zammit (Villeurbanne)      | Meilleur entraîneur    | Sébastien Quintallet (Ivry)     |
| Meilleur joueur : Lucas Vanègue (Cherbourg) |                                 |                        |                                 |

## Bilan de la saison
| Description                      | Club                       | Commentaire                        |
| Accession en Starligue           |                            |                                    |
| 1er de la phase régulière        | US Ivry                    | Retour en D1 après 1 saison en D2  |
| Champion de Proligue             | Sélestat Alsace Handball   | Retour en D1 après 5 saisons en D2 |
| Relégations depuis la Starligue  |                            |                                    |
| Avant-dernier                    | Saran Loiret Handball      | Retour en D2 après 1 saison en D1  |
| Dernier                          | Grand Nancy MHB            | Retour en D2 après 1 saison en D1  |
| Relégations en Nationale 1       |                            |                                    |
| Avant-dernier                    | Valence Handball           | Repeché                            |
| Dernier                          | Angers SCO                 | Retour en N1 après 2 saisons en D2 |
| -                                | Cavigal Nice Handball      | Non autorisé à jouer en Proligue   |
| Promotions depuis la Nationale 1 |                            |                                    |
| 1er club VAP                     | Bordeaux Bruges Lormont HB | Première accession en D2           |
| 2e club VAP                      | Frontignan Thau Handball   | Première accession en D2           |